# Mars Scout-program

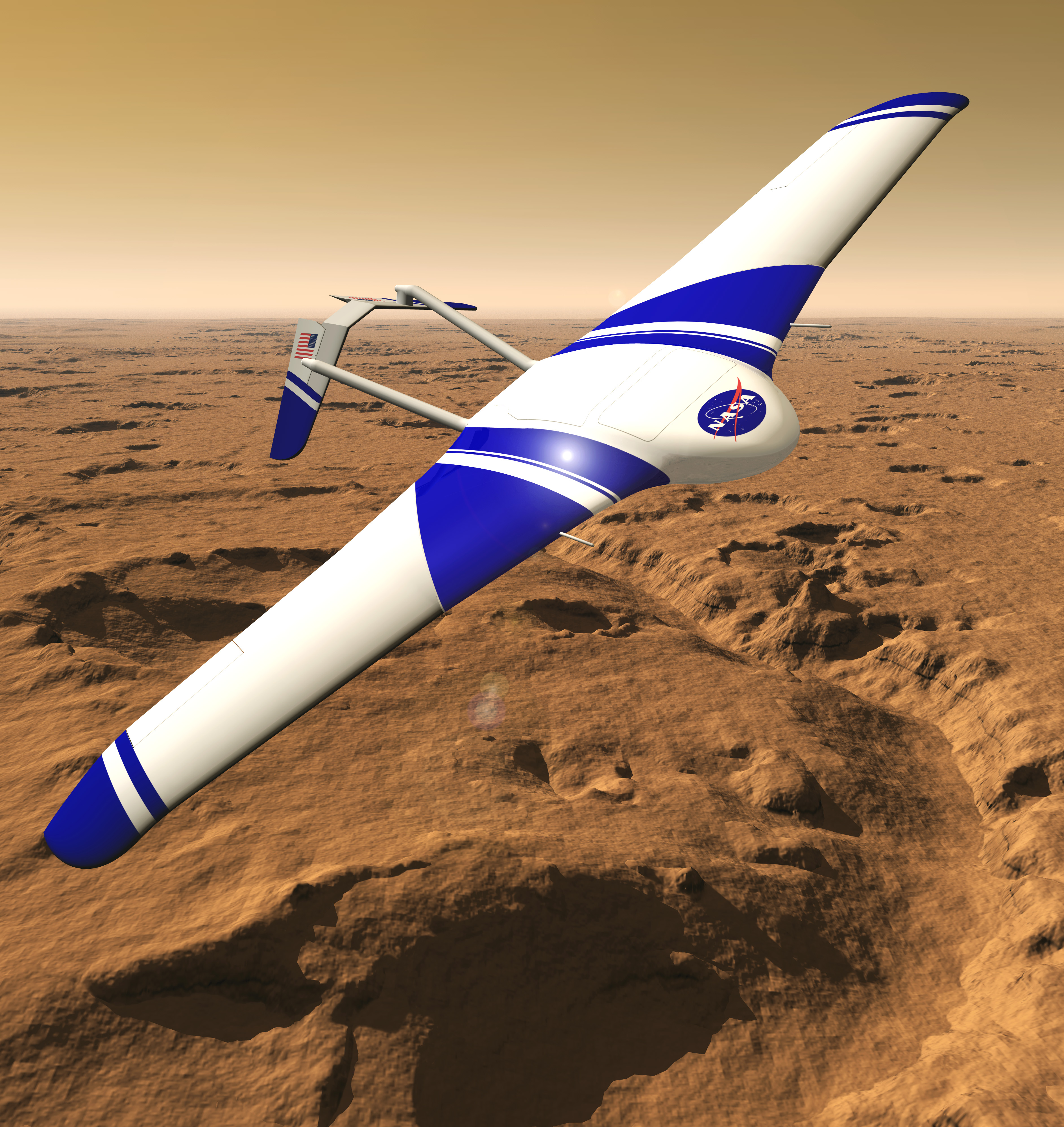
A 2013-as Mars Scout küldetés egyik (vesztes) pályázója, az ARES vitorlázó repülőgép.

A Mars Scout Program a NASA űrkutatási programja, melynek célja a Mars kutatása olcsó (jelenleg egy-egy programra 475 millió amerikai dollár-t szánnak), innovatív űrszondákkal, melyeket több, versengő csoport javaslata alapján választanak ki. A program első űrszondája a Phoenix, mely 2008. május 25-én sikeresen leszállt a Marsra. A második űrszonda a MAVEN, melyet 2013. november 18-án indítottak. A harmadik szonda indítására 2018-ban kerülne sor.

## A második Mars Scout repülés
A második repülésre mintegy 20 pályázatot adtak be (ezek egy részével már a megelőzőn is indultak). A Mars felsőlégkörének és ionoszférájának dinamikus folyamatait kutató misszió, a marsi klíma és a Mars lakhatóságának kutatására készített MAVEN (Mars Atmosphere and Volatile Evolution - marsi atmoszféra és illékony anyag fejlődése) terv nyert. A szondát 2013. november 18-án indították egy Atlas V hordozórakétával.

## További pályázók
- Great Escape (nagy szökés)

Szintén a Mars felsőlégkörével foglalkozó küldetés, fő célja a potenciálisan biológiai eredetű, gyorsan elbomló vegyületek (metán, emellett formaldehid és ammónia) keresése.
- SCIM (Sample Collection for Investigation of Mars, azaz „mintagyűjtés a Mars vizsgálatára”)

Az első, a Marsról anyagmintát visszahozó űrszonda lenne, igaz, nem a bolygó felszínéről, hanem csak annak felső légköréből. Az űrszonda szabad visszatérési pályán repülne el közel a Mars mellett, közben a felső légkörből, amin átrepül, aerogél segítségével pormintát venne, és ezt visszajuttatná a földre.
- ARES (Aerial Regional-scale Environmental Survey, azaz „légi régiós skálájú felmérés”)

Tervezett vitorlázó repülőgép, mely mintegy 1 napos ereszkedése alatt a marsi légkör kémiáját tanulmányozná.

## Lásd még
- Mars-kutatás

## Külső hivatkozások
- Scouting for Martian Molecules (angol nyelven). Astrobio.net, 2002. december 13. (Hozzáférés: 2008. szeptember 21.)